# Elecciones estatales de Bremen de 1959
La elección estatal de Bremen en 1959 fue la quinta elección al Bürgerschaft de la Ciudad Libre Hanseática de Bremen. Tuvo lugar el 11 de octubre de 1959.

## Resultado
La participación fue del 79,2 por ciento. El SPD fue capaz de defender su mayoría absoluta de escaños. La CDU renunció a la coalición gobernante, por lo que solo el SPD y el FDP gobernaron en el Senado Kaisen VI.
| Partido | Partido | Votos   | %    | Escaños |
| ------- | ------- | ------- | ---- | ------- |
|         | SPD     | 210.808 | 54.9 | 61 (+9) |
|         | CDU     | 56.849  | 14,8 | 16 (-2) |
|         | DP      | 55.647  | 14,5 | 16 (-2) |
|         | FDP     | 27.450  | 7,2  | 7 (-1)  |
|         | DRP     | 14.689  | 3,8  | -       |
|         | WgaA    | 10.153  | 2,6  | -       |
|         | GB/BHE  | 7.238   | 1,9  | -       |
|         | BdD     | 1.337   | 0,4  | -       |